# نیکولای زلینسکی
نیکولای زلینسکی (انگلیسی: Nikolay Zelinsky; ۶ فوریهٔ ۱۸۶۱ – ۳۱ ژوئیهٔ ۱۹۵۳) یک دانشمند در زمینه شیمی آلی اهل امپراتوری روسیه بود.
وی همچنین برندهٔ جوایزی همچون نشان لنین شده است.